# Derrière le miroir (revue)
Pour les articles homonymes, voir Derrière le miroir.
Derrière le miroir, souvent désigné par ses initiales DLM, est une revue artistique et littéraire française fondée en 1946 par Aimé Maeght. Elle a été publiée jusqu'en 1982.

## Historique
En octobre 1945, le marchand d'art Aimé Maeght ouvre sa galerie d'art à Paris au no 13 Rue de Téhéran. Les débuts coïncident avec la fin de la Seconde Guerre mondiale et le retour des artistes français et étrangers à Paris.
Depuis le début des années 1940, pour Aimé Maeght « l'idée de fonder une revue d'art lui était devenu une obsession ». 
La revue a été lancée en octobre 1946 (no 1) et a été publiée sans interruption jusqu'en 1982 (no 253). C'est Jacques Kober, directeur de la Galerie Maeght à l'époque de sa création, qui est à l'origine du nom Derrière le Miroir. La revue publie des articles et de ses illustrations (souvent des lithographies originales en couleurs par les artistes) qui ont assuré la renommée de la galerie.
Derrière le Miroir se consacre exclusivement aux artistes qui exposent à la galerie Maeght soit par des expositions personnelles, soit par expositions collectives. Parmi eux (par ordre alphabétique) : Henri-Georges Adam, Pierre Alechinsky, Bacon, Baya, Jean Bazaine, Georges Braque, Pol Bury, Alexander Calder, Marc Chagall, Roger Chastel, Jean Chauvin, Eduardo Chillida, Alberto Giacometti, Vassily Kandinsky, Ellsworth Kelly, Fernand Léger, Lindner, Henri Matisse, Joan Miró, Jacques Monory, Pablo Palazuelo, Paul Rebeyrolle, Jean-Paul Riopelle, Saul Steinberg, Pierre Tal Coat, Antoni Tapies, Gérard Titus-Carmel, Raoul Ubac, Bram Van Velde, Jean Villeri.
Parmi les auteurs publiant des articles ou des poèmes (par ordre alphabétique) : Guillaume Apollinaire, Marcel Arland, André Balthazar, Yves Bonnefoy, André du Bouchet, André Breton, Joan Brossa, Jean Cassou, René Char, Pierre Descargues, Jacques Dupin, Georges Duthuit, Frank Elgar, Claude Esteban, Charles Estienne, André Frénaud, Stanislas Fumet, Jean Grenier, Marcel Jouhandeau, Jacques Kober, Michel Leiris, Georges Limbour, Henri Maldiney, Jean Paulhan, Gaëtan Picon, Francis Ponge, Jacques Prévert, Raymond Queneau, Pierre Reverdy, Michel Seuphor, Jean Tardieu, Lionello Venturi, Pierre Volboudt, Christian Zervos.

## Particularités de la numérotation
- Les 6 premiers numéros (décembre 1946 à novembre 1947) ne comportent pas leur numéro imprimé.
- Le no 7 (février 1948) fut le premier à afficher son numéro imprimé en couverture.
- À partir du no 23 (octobre-novembre 1949), les numéros sont imprimés à l'intérieur, souvent en avant-dernière page.

L'édition ordinaire s'est arrêtée au no 253 (juin 1982), mais seuls 200 numéros différents sont apparus. Cela s'explique par leur numération particulière, à savoir :
- 10 numéros triples :
- no 36-37-38
- no 57-58-59

- no 66-67-68
- no 74-75-76
- no 79-80-81
- no 82-83-84
- no 87-88-89
- no 101-102-103
- no 107-108-109
- no 144-145-146

- 33 numéros doubles : 
- no 11-12,
- no 14-15
- no 20-21
- no 25-26
- no 27-28
- no 29-30
- no 39-40
- no 44-45
- no 46-47
- no 48-49
- no 53-54
- no 55-56
- no 60-61
- no 62-63
- no 69-70
- no 71-72
- no 77-78
- no 85-86
- no 90-91
- no 92-93
- no 94-95
- no 96-97
- no 99-100
- no 105-106
- no 121-122
- no 125-126
- no 133-134
- no 135-136
- no 139-140
- no 151-152
- no 158-159
- no 164-165
- no 193-194

- 157 numéros simples.
Le Centre de la gravure et de l'image imprimée à La Louvière en Belgique possède dans ses collections l'intégralité de DLM.

## Les éditions de tête
Certains numéros ont fait objet d'un tirage de tête en papier plus épais (tel chiffon de la Dore, chiffon de Mandeure, vélin d'Arches, vélin de Lana ou vélin de Rives). 
Seulement 98 numéros ont été tirés en édition de tête, dont la majeure partie fut signée au colophon par l'artiste illustrant le numéro.
Le tirage des éditions de tête étaient normalement limités à 150 exemplaires numérotés (et quelques hors commerce pour les artistes, les collaborateurs et l'éditeur). Des 98 numéros comportant une édition de tête, seuls quatre numéros dérogent à la cette règle :
- no 14-15 de novembre-décembre 1948 pour l'exposition de Joan Miró : tirage de tête en vélin de Lana de 100 exemplaires, numérotés et signés au colophon[6].
- no 66-67-68 de juin-juillet-août 1954 pour l'exposition de Marc Chagall, tirage de tête en vélin d'Arches de 50 exemplaires, numérotés et signés au colophon[7].
- no 144-145-146 de mai 1964 pour l'hommage à Georges Braque, tirage de tête de 350 exemplaires en vélin de Rives, seulement numérotés au colophon[8].
- no 158-159 d'avril-mai 1966 pour l'exposition en hommage à la Revue Blanche, tirage de tête de 250 exemplaires, seulement numérotés au colophon[9].

## Tableau chronologique récapitulatif des 200 numéros édités
|      | Janvier                     | Février                                   | Mars                                                     | avril                                                          | Mai                                            | Juin                                          | Juillet                                                  | août                                       | Septembre                | octobre                                          | Novembre                                     | Décembre                                   |
| 1946 |                             |                                           |                                                          |                                                                |                                                |                                               |                                                          |                                            |                          | n°0 Expo. Chastel Octobre                        |                                              | no 1 Le noir est une couleur               |
| 1947 |                             | no 2 Sur 4 murs 1947                      |                                                          | no 3 Rigaud                                                    |                                                | no 4 G. Braque                                |                                                          |                                            |                          | no 5 Les mains éblouies                          | no 6 Exposition Baya                         |                                            |
| 1948 |                             | no 7 J. Villeri                           | no 8 Jean Peyrissac                                      | no 9 Pierre Pallut                                             | no 10 E. Béothy                                | no 11-12 Bram et Geer van Velde               |                                                          |                                            |                          | N° 13 Germaine Richier                           | N° 14-15 Joan Miró                           |                                            |
| 1949 | no 16 Hans Hofmann          | no 17 Paul Eluard Roger Chastel           | no 18 Chauvin                                            | no 19 Kurt Seligmann                                           | no 20-21 L'art abstrait                        |                                               |                                                          |                                            | no 22 Les mains éblouies |                                                  | no 23 Jean Bazaine                           | no 24 Adam                                 |
| 1950 | no 25-26 G. Braque          |                                           | no 27-28 Chagall                                         |                                                                | no 29-30 Miró                                  |                                               | no 31 Calder                                             |                                            |                          | no 32 Les mains éblouies                         | no 33 Arp                                    | no 34 Raoul Ubac                           |
| 1951 | no 35 Hirshfield            |                                           | no 36-37-38 Sur quatre murs                              |                                                                |                                                | no 39-40 Alberto Giacometti                   |                                                          |                                            |                          | no 41 Germain Kelly Palazuelo Pallut Poliakoff   | no 42 Kandinsky 1900-1910                    |                                            |
| 1952 |                             | no 43 Bram Van Velde                      | no 44-45 Chagall                                         |                                                                | no 46-47 H. Matisse                            |                                               | no 48-49 G. Braque                                       |                                            |                          | no 50 Tendance Octobre 1952                      | no 51 Geer Van Velde                         |                                            |
| 1953 | no 52 Lam                   |                                           | no 53-54 Steinberg 1953                                  |                                                                | no 55-56 Bazaine 53                            | no 57-58-59 Miró                              |                                                          |                                            |                          | no 60-61 Kandinsky                               |                                              |                                            |
| 1954 |                             | no 62-63 Dessins indiens du Tumuc-Humac   |                                                          | no 64 Tal Coat                                                 | no 65 Giacometti                               | no 66-67-68 Marc Chagall, Paris               |                                                          |                                            |                          | no 69-70 Calder                                  |                                              | no 71-72 G. Braque                         |
| 1955 |                             | no 73 Palazuelo 55                        |                                                          | no 74-75-76 Raoul Ubac                                         |                                                |                                               | no 77-78 Kandinsky Période dramatique 1910-1920          |                                            |                          | no 79-80-81 'F. Léger                            |                                              |                                            |
| 1956 | no 82-83-84 Tal Coat        |                                           |                                                          | no 85-86 Braque                                                |                                                | no 87-88-89 Miró Artigas                      |                                                          |                                            |                          | no 90-91 Chillida                                |                                              | no 92-93 Dix ans d'édition 1946-1956       |
| 1957 |                             | no 94-95 Derain                           |                                                          | no 96-97 Bazaine                                               |                                                | no 98 Alberto Giacometti                      | no 99-100 Chagall                                        |                                            | no 101-102-103 Kandinsky |                                                  |                                              |                                            |
| 1958 |                             |                                           | no 104 Palazuelo                                         |                                                                | no 105-106 Ubac                                | no 107-108-109 Sur 4 murs                     |                                                          |                                            |                          | no 110 Kelly                                     |                                              | no 111 Derain                              |
| 1959 | no 112 Editions Maeght 1958 |                                           | no 113 Calder                                            | no 114 Tal-Coat                                                |                                                | no 115 G. Braque                              |                                                          |                                            | no 116 Fiedler           |                                                  | no 117 Maeght Éditeur 1959                   |                                            |
| 1960 | no 118 Kandinsky 1921-1927  |                                           | N° 119 Poètes Peintres Sculpteurs                        |                                                                |                                                |                                               |                                                          |                                            |                          |                                                  | N° 120 Tal Coat Dessins d'Aix 1947-1950      | N° 121-122 Maeght Éditeur 1960             |
| 1961 |                             | no 123 Miró Céramique murale pour Harvard | no 124 Chillida                                          |                                                                | no 125-126 Miró                                | no 127 Giacometti                             | no 128 Miró Peintures murales                            |                                            |                          | no 129 F. Fiedler                                | no 130 Ubac                                  |                                            |
| 1962 |                             |                                           |                                                          |                                                                | no 131 Tal-Coat                                | no 132 Chagall                                |                                                          |                                            |                          | no 133-134 Der Blaue Reiter                      |                                              | no 135-136 Pierre Reverdy Braque           |
| 1963 |                             |                                           |                                                          | no 137 Palazuelo                                               | no 138 Georges Braque Papiers collés 1912-1914 | no 139-140 Miró Artigas Terres de grand feu   |                                                          |                                            |                          |                                                  | no 141 Calder                                |                                            |
| 1964 |                             |                                           | no 142 Ubac                                              | no 143 Chillida                                                | no 144-145-146 Hommage à Georges Braque        | no 147 Chagall                                | no 148 La Fondation Marguerite et Aimé Maeght à St. Paul |                                            |                          |                                                  | no 149 Kelly                                 |                                            |
| 1965 |                             |                                           | no 150 5 peintres et 1 sculpteur                         |                                                                | no 151-152 Miró Cartons                        | no 153 Tal -Coat                              |                                                          |                                            |                          |                                                  | no 154 Kandinsky Bauhaus de Dessau 1927-1933 | no 155 Fondation Maeght Inauguration       |
| 1966 |                             | no 156 Calder                             | no 157 Steinberg                                         | no 158-159 La Revue blanche                                    |                                                | no 160 Riopelle                               |                                                          |                                            |                          | no 161 Ubac                                      | no 162 Francis Bacon                         |                                            |
| 1967 |                             |                                           | no 163 Rebeyrolle                                        | no 164-165 Miró L'oiseau solaire, l'oiseau lunaire, Etincelles |                                                | no 166 G. Braque derniers messages            |                                                          |                                            |                          | no 167 François Fiedler                          | no 168 Tàpies                                | no 169 Miró Aquarelles album Femmes Haï-Ku |
| 1968 |                             |                                           | no 170 Bazaine                                           | no 171 Riopelle                                                | no 172 Kemeny                                  |                                               |                                                          |                                            |                          | no 173 Calder                                    | no 174 Chillida                              | no 175 Tàpies                              |
| 1969 |                             | no 176 Le Yaouanc                         | no 177 Rebeyrolle                                        | no 178 Pol Bury                                                |                                                | no 179 Kandinsky Période parisienne 1934-1944 |                                                          |                                            |                          | no 180 Tàpies                                    | no 181 Artigas                               | N° 182 Chagall                             |
| 1970 |                             | no 183 Chillida                           | no 184 Palazuelo                                         | no 185 Riopelle 70                                             |                                                | no 186 Miró Sculptures                        |                                                          |                                            |                          | no 187 Rebeyrolle Coexistances                   | no 188 Adami                                 | no 189 Le Yaouanc                          |
| 1971 |                             | no 190 Calder                             | no 191 Pol Bury                                          |                                                                |                                                | no 192 Steinberg                              |                                                          |                                            |                          |                                                  | no 193-194 Miró Peintures sur papier dessins | no 195 Maeght Éditeur                      |
| 1972 |                             |                                           | no 196 Ubac                                              | no 197 Bazaine                                                 | no 198 Chagall                                 |                                               |                                                          |                                            |                          | no 199 Tal-Coat                                  | no 200 Tàpies Objets et grands formats       |                                            |
| 1973 | no 201 Calder               |                                           | no 202 Rebeyrolle                                        | no 203 Miró                                                    |                                                | no 204 Chillida                               |                                                          |                                            | no 205 Steinberg 1973    |                                                  | no 206 Adami                                 |                                            |
| 1974 | no 207 Cinq livres gravés   | no 208 Riopelle 74                        |                                                          | no 209 Pol Bury                                                |                                                | no 210 Tàpies Monotypes                       |                                                          |                                            |                          | no 211 Fiedler                                   |                                              |                                            |
| 1975 | no 212 Calder               |                                           | no 213 Garache                                           |                                                                | no 214 Adami Le voyage du dessin               |                                               |                                                          |                                            |                          | no 215 Bazaine                                   | no 216 Bram Van Velde                        |                                            |
| 1976 | no 217 Monory               |                                           | no 218 Riopelle 76                                       |                                                                | no 219 Rebeyrolle Natures mortes et pouvoir    |                                               |                                                          |                                            |                          | no 220 Adami                                     |                                              | no 221 Calder                              |
| 1977 |                             | no 222 Garache                            | no 223 Arakawa                                           |                                                                | no 224 Steinberg                               |                                               |                                                          |                                            |                          | no 225 Chagall                                   |                                              | no 226 Lindner                             |
| 1978 | no 227 Monory               |                                           | no 228 Pol Bury                                          |                                                                | no 229 Palazuelo                               |                                               |                                                          |                                            |                          | no 230 Titus-Carmel Suite Narwa                  | no 231 Miró                                  |                                            |
| 1979 | no 232 Riopelle 79          |                                           | no 233 Giacometti Les murs de l'atelier et de la chambre |                                                                | N° 234 Tàpies Objets et grands formats         |                                               |                                                          |                                            |                          | N° 235 Chagall                                   |                                              | N° 236 Kienholz                            |
| 1980 | no 237 Garache              |                                           | no 238 Klapheck                                          |                                                                | no 239 Adami                                   |                                               |                                                          |                                            |                          | no 240 Bram Van Velde no 241 Lindner / Steinberg | no 242 Chillida                              |                                            |
| 1981 | no 243 Gérard Titus-Carmel  |                                           | no 244 Monory                                            |                                                                | no 245 Noguchi no 246 Chagall                  |                                               |                                                          |                                            |                          | no 247 Alechinsky no 248 Calder                  | no 249 Takis                                 |                                            |
| 1982 |                             | no 251 Ubac                               |                                                          | no 252 Arakawa                                                 |                                                | no 253 Tàpies                                 |                                                          | no 250 Hommage à Aimé et Marguerite Maeght |                          |                                                  |                                              |                                            |